# 11월 6일
11월 6일은 그레고리력으로 310번째(윤년일 경우 311번째) 날에 해당한다.

## 사건
- 1107년 - 윤관, 여진 정벌.
- 1632년 - 뤼첸전투에서 개신교 군대가 로마 가톨릭군대를 격파, 스웨덴의 국왕 구스타브 2세 아돌프가 전사하다.
- 1860년 - 링컨, 미국 16대 대통령에 당선.
- 1884년 - 영국, 뉴기니섬을 보호령화.
- 1904년 - 이승만, 대한제국 고종황제의 밀지를 휴대하고 미국으로 가기 위해 인천을 출발하다.
- 1905년 - YMCA 창설자 조지 윌리엄스 사망.
- 1907년 - 미국, 파나마 독립승인.
- 1911년 - 멕시코 혁명가 마데로가 대통령에 취임함.
- 1917년 - 러시아에서 볼셰비키 혁명 발발.
- 1932년 - 독일 바이마르공화국, 제7대 의회의원 선거. 나치당 196석, 사회민주당 121석, 공산당 100석, 중앙당 70석, 독일국가인민당 52석, 바이에른인민당 20석, 인민당 11석.
- 1943년 - 제2차 세계 대전: 소련군, 키에프 탈환. 11월말까지 우크라이나 절반 회복.
- 1945년 - 일본 주둔 연합국총사령부(GHQ), 일본 재벌에 해체 명령.
- 1949년 - 조선민주주의인민공화국, 중화인민공화국과 국교수립.
- 1950년 - 맥아더, 중국 월경(越境) 성명.
- 1954년 - 유엔 총회서 미국-영국 등 60개국, 원자력 평화이용 공동결의안 제출.
- 1956년 - 아이젠하워, 미국 대통령에 재선.
- 1957년 - 중국군사대표단 (단장: 팽덕회), 소련 방문 (∼12. 3); 소련정부 수뇌와 회담.
- 1961년 - 유엔, 핵 실험 금지안 가결
- 1962년
  - 아랍에미리트 연방, 사우디아라비아와 단교
  - 중화인민공화국, 산동성 역사학회, 산동성 역사연구소, 공자학술토론회 개최(∼12일; 濟南)
- 1967년 - 중화인민공화국 홍기, 인민일보, 해방군보 공동사설, <10월사회주의혁명으로 열린 길을 따라 전진하자>; 프롤레타리아독재하의 계속혁명 이론 제시.
- 1968년 - 월남 평화협상 시작. (제네바)
- 1970년 - 이탈리아-중화인민공화국 국교 수립
- 1972년
  - 타이 학생들 일본 상품 불매운동 결의.
  - 호쿠리쿠 터널 화재 사고가 일어났다.
- 1978년 - 이란, 군사정권 성립
- 1979년 - 대한민국 계엄사, 박정희 대통령 시해사건 전모 발표
- 1981년 - 대한민국, 안기부, 학원침투 교포간첩단 검거 발표.
- 1987년 - 일본의 다케시타 노보루 총리 선출, 내각이 성립.
- 1988년 - 1988년 란창-겅마 지진
- 1997년 - 베이징에서 한중포럼 개최.
- 1999년 - 오스트레일리아, 공화제 헌법안 국민투표에서 부결. 현재 오스트레일리아는 공식적으로 영국 왕을 국가원수로 규정하고 있다.
- 2005년 - 미얀마가 수도를 양곤에서 네피도로 옮겼다.

## 문화
- 1906년 - 일본, 남만주철도회사 설립.
- 1959년 - 대한민국 능의선 기공식. (능곡-의정부)
- 1962년 - 대한민국, 동해북부선 개통.
- 1980년 - 조치훈, 일본 바둑 명인위 획득.
- 1985년 - MBC, 새 심벌마크 제정됐다.
- 1989년 - 중앙고속도로(춘천-대구) 착공.
- 1990년 - 대한민국-소비에트 연방 간 직통전화 개통.
- 1991년 - KGB가 해체됐다.
- 1995년 - 조선 중기 정온의 시신, 파주군서 미라로 발견
- 2002년 - 대한민국에서 대학수학능력시험 시행
- 2010년 - MBC TV에서 주말 MBC 뉴스데스크가 밤 9시에서 저녁 8시로 시간대를 이동 및 최일구 앵커 첫 방송. (두번째)
- 2012년 - 대한민국 대구광역시 및 경상북도 일부지역에서의 지상파 아날로그 텔레비전 방송이 종료되었다.
- 2022년 - 메이저 리그 베이스볼 월드 시리즈 6차전에서 휴스턴 애스트로스가 필라델피아 필리스를 4대 1로 꺾고 시리즈 전적 4승 2패로 2017년 이후 5년만에 통산 2번째 우승을 달성하였다.

## 탄생
- 331년 - 로마 제국의 황제 율리아누스. (~363년)
- 1479년 - 카스티야의 여왕 후아나. (~1555년)
- 1494년 - 오스만 트루크 제국의 10대 술탄 쉴레이만 1세. (~1566년)
- 1661년 - 스페인의 왕 카를로스 2세. (~1700년)
- 1814년 - 벨기에의 음악가이자 색소폰의 발명가 아돌프 삭스. (~1894년)
- 1648년 - 조선의 왕족, 인조의 손자 복평군. (~1700년)
- 1816년 - 미국의 정치인 커티스 후크스 브로그던. (~1901년)
- 1851년 - 미국의 언론인, 다우 존스의 공동 설립자 찰스 다우. (~1902년)
- 1858년 - 대한민국의 언론인, 독립운동가 이종일. (~1925년)
- 1861년 - 캐나다의 스포츠 코치 제임스 네이스미스. (~1939년)
- 1880년 - 일본의 기업인, 정치인 아이카와 요시스케. (~1967년)
- 1887년 - 미국의 야구 선수 월터 존슨. (~1946년)
- 1888년 - 일제강점기의 중추원 참의 손재하. (~1952년)
- 1889년 - 일본의 군인 가사하라 유키오. (~1988년)
- 1908년 - 일본의 축구 선수 다케우치 데이조. (~1946년)
- 1926년 - 대한민국의 군인 황영시. (~2022년)
- 1928년
  - 대한민국의 배우, 가수, 치과의사, 기업가 신영균.
  - 미국의 영화배우 크루 굴레이저. (~2022년)
- 1930년 - 미국의 법조인 데릭 벨. (~2011년)
- 1931년 - 미국의 영화 감독 마이크 니컬스. (~2014년)
- 1934년 - 대한민국의 군인, 정치인 차지철. (~1979년)
- 1944년 - 대한민국의 영화 배우 남포동.
- 1945년 - 대한민국의 정치인 방용석.
- 1946년 - 미국의 배우 샐리 필드.
- 1947년 - 타이완의 영화감독 에드워드 양. (~2007년)
- 1948년 - 미국의 가수 글렌 프레이. (~2016년)
- 1950년 - 대한민국의 배우 이석구.
- 1952년 - 대한민국의 제15·17·18·19대 국회의원 김성곤.
- 1956년 - 벨기에의 살인자 마르크 뒤트루.
- 1957년
  - 대한민국의 시인 김기택.
  - 미국의 성우 캠 클라크.
- 1959년 - 일본의 성우 토비타 노부오.
- 1962년
  - 대한민국의 전 가수 김태형.
  - 대한민국의 정치인 이정근.
- 1964년 - 대한민국의 배우 이우석.
- 1965년
  - 대한민국의 배우 권해효.
  - 대한민국의 축구 선수 김재소.
  - 대한민국의 배우 이재구.
- 1966년
  - 프랑스의 수학자 로랑 라포르그.
  - 덴마크의 배우 소피 스토우고르.
- 1967년
  - 대한민국의 정치인 김찬진.
  - 대한민국의 사회복지 출신 정치인 서미화.
  - 일본의 테니스 선수 마쓰오카 슈조.
- 1968년 - 대한민국의 기상캐스터 이익선.
- 1969년 - 대한민국의 가수 겸 작곡가 주영훈.
- 1970년
  - 대한민국의 정치인 허소영.
  - 미국의 배우 에단 호크.
- 1971년 - 대한민국의 배우 신승용.
- 1972년 - 잉글랜드의 배우 탠디 뉴턴.
- 1973년
  - 일본의 성우, 배우, 가수 시시도 루미.
  - 대한민국의 가수 이성욱.
- 1974년 - 대한민국의 배우 한호용.
- 1975년 - 대한민국의 전 야구 선수 김경태.
- 1976년 - 대한민국의 기초의원 장윤순. (~2023년)
- 1978년 - 대한민국의 배우 연정훈.
- 1980년 - 덴마크의 포르노 배우 앤 비 바르부르크.
- 1981년 - 대한민국의 배우 이동욱.
- 1982년 - 대한민국의 농구 선수 주태수.
- 1983년
  - 대한민국의 전 야구 선수 권혁.
  - 대한민국의 정치인 배현진.
- 1984년 - 대한민국의 배우 민지현.
- 1985년 - 대한민국의 배우 김태윤.
- 1986년 - 조선민주주의인민공화국의 유도 선수 원옥임.
- 1987년
  - 대한민국의 모델 아이린.
  - 대한민국의 방송연예인 성은채.
  - 대한민국의 가수 김현우. (딕펑스)
  - 대한민국의 가수 지오. (엠블랙)
  - 세르비아 몬테네그로의 테니스 선수 아나 이바노비치.
- 1988년
  - 대한민국의 배우하시연.
  - 대한민국의 뮤지컬 배우 영한 (티버드).
  - 대한민국의 배우 한혜린.
  - 대한민국의 레슬링 선수 김현우.
  - 대한민국의 힙합 프로듀서 시로스카이.
  - 미국의 배우 엠마 스톤.
- 1989년
  - 노르웨이의 축구 선수 마렌 미엘데.
  - 대한민국의 희극인, 웹툰 작가 안가연.
  - 대한민국의 전직 스타크래프트 프로게이머 유준희 (삼성전자 칸).
  - 대한민국의 가수 신나라.
- 1990년
  - 일본의 가수 오오야 마사나.
  - 중국의 배우 크리스.
  - 독일의 축구 선수 안드레 쉬를레.
- 1992년
  - 대한민국의 가수, 배우 유라 (걸스데이).
  - 대한민국의 배우 유수빈.
  - 대한민국의 축구 선수 김슬기.
  - 대한민국의 카바디 선수 이장군.
- 1993년 - 미국의 배우, 영화배우 야스민 알 부스타미.
- 1995년
  - 대한민국의 가수 엑시 (우주소녀).
  - 대한민국의 모델 도연.
  - 대한민국의 축구 선수 김승우.
  - 포르투갈의 축구 선수 안드레 실바.
- 1996년
  - 대한민국의 가수 장승연 (CLC).
  - 대한민국의 가수 선율 (업텐션).
- 1997년 - 영국의 배우 히어로 파인스 티핀.
- 1998년
  - 대한민국의 가수 박현서.
  - 대한민국의 배구 선수 박지훈.
- 1999년 - 미국의 수영 선수 로버트 핑크.
- 2009년 - 대한민국의 배우 이고은.

## 사망
- 1600년 - 일본 상인의 무장 고니시 유키나가. (1558년~)
- 1836년 - 프랑스의 왕 샤를 10세. (1757년~)
- 1872년 - 미국의 군인 조지 미드. (1815년~)
- 1893년 - 러시아의 작곡가 표트르 차이콥스키. (1840년~)
- 1941년 - 프랑스의 소설가 모리스 르블랑. (1876년~)
- 1960년 - 독일의 군인 에리히 레더. (1876년~)
- 1990년 - 대한민국의 희극인 양석천. (1921년~)
- 1996년 - 대한민국의 성우 윤병훈. (1944년~)
- 2005년 - 일본의 가수 혼다 미나코. (1967년~)
- 2010년
  - 대한민국의 가수 달빛요정역전만루홈런. (본명 : 이진원) (1973년~)
  - 조선민주주의인민공화국의 정치인 조명록. (1928년~)
- 2017년
  - 대한민국의 군인 윤성민. (1926년~)
  - 대한민국의 검사 변창훈. (1969년~)
- 2019년 - 대한민국의 국회의원 채영철. (1926년~)
- 2021년 - 영국의 영화배우 클리포드 로즈. (1929년~)
- 2022년 - 미국의 경제학자 에드워드 프레스콧. (1940년~)
- 2023년
  - 미국의 역사가 존 헤일브론. (1934년~)
  - 대한민국의 가수 찰리 박. (1955년~)
  - 안도라의 제6대 총리 안토니 마르티. (1963년~)
- 2024년
  - 일본의 성우 키타 미치에. (1935년~)
  - 미국의 영화배우 토니 토드. (1954년~)

## 기념일
- 구스타브 2세 아돌프 추모일(Gustavus Adolphus Day): 스웨덴

## 같이 보기
- 전날: 11월 5일 다음날: 11월 7일 - 전달: 10월 6일 다음달: 12월 6일
- 음력: 11월 6일
- 모두 보기